# Peromnion
Peromnion là một chi rêu trong họ Bryaceae.